# Vila Seca (Barcelos)
Vila Seca is een plaats (freguesia) in de Portugese gemeente Barcelos en telt 1 275 inwoners (2001).